# Élections législatives de 1839 dans la Mayenne
Les élections législatives françaises de 1839 se déroulent le 2 mars 1839. Dans le département de la Mayenne, cinq députés sont à élire dans le cadre d'un scrutin uninominal majoritaire.

## Élus
|   | Arrondissement | Député sortant                    |  | Parti                      | Député élu ou réélu                                                               |  | Parti                      |
| - | -------------- | --------------------------------- |  | -------------------------- | --------------------------------------------------------------------------------- |  | -------------------------- |
| = | Premier        | Jean-Baptiste Bidault de Frétigné |  | Juste milieu               | Charles-Guillaume Sourdille de La Valette                                         |  | Opposition gouvernementale |
| = | Deuxième       | Paul Boudet                       |  | Majorité gouvernementale   | Paul Boudet                                                                       |  | Majorité gouvernementale   |
| = | Troisième      | Louis Chenais                     |  | Opposition gouvernementale | Louis Chenais                                                                     |  | Opposition gouvernementale |
| = | Quatrième      | Jean-Baptiste Letourneux          |  | Opposition gouvernementale | Jean-Baptiste Letourneux                                                          |  | Opposition gouvernementale |
| = | Cinquième      | Constant Paillard-Ducléré         |  | Majorité gouvernementale   | Constant Paillard-Ducléré décédé en 1839, remplacé par Ambroise Poupard-Duplessis |  | Majorité gouvernementale   |

## Résultats

### Laval intra-muros
| Candidats        | Candidats                                 | Étiquette                  | Premier tour | Premier tour | Deuxième tour | Deuxième tour | Ballotage | Ballotage |
| Candidats        | Candidats                                 | Étiquette                  | Voix         | %            | Voix          | %             | Voix      | %         |
| ---------------- | ----------------------------------------- | -------------------------- | ------------ | ------------ | ------------- | ------------- | --------- | --------- |
|                  | Charles-Guillaume Sourdille de La Valette | Opposition gouvernementale | 117          |              |               |               |           |           |
|                  | ?                                         | Majorité gouvernementale   |              |              |               |               |           |           |
|                  |                                           |                            |              |              |               |               |           |           |
| Inscrits         |                                           |                            |              |              |               |               |           |           |
| Votants          | Votants                                   | Votants                    | 186          |              |               |               |           |           |
| Exprimés         |                                           |                            |              |              |               |               |           |           |
| Blancs et perdus |                                           |                            |              |              |               |               |           |           |

*sortant

### Laval extra-muros
| Candidats        | Candidats     | Étiquette                | Premier tour | Premier tour | Ballotage | Ballotage |  |
| Candidats        | Candidats     | Étiquette                | Voix         | %            | Voix      | %         |  |
| ---------------- | ------------- | ------------------------ | ------------ | ------------ | --------- | --------- |  |
|                  | Paul Boudet * | Majorité gouvernementale |              |              |           |           |  |
|                  |               |                          |              |              |           |           |  |
| Inscrits         |               |                          |              |              |           |           |  |
| Votants          |               |                          |              |              |           |           |  |
| Exprimés         |               |                          |              |              |           |           |  |
| Blancs et perdus |               |                          |              |              |           |           |  |

*sortant
Paul Boudet est élu le 2 mars 1839, il est  le 12 mai 1839 nommé par le  ministre de la justice, Jean-Baptiste Teste, secrétaire général au Ministère de la Justice, et conseiller d'Etat; soumis de ce chef à une réélection, son mandat lui est confirmé le 29 juin 1839.

### Mayenne intra-muros
| Candidats        | Candidats       | Étiquette                  | Premier tour | Premier tour | Ballotage | Ballotage |  |
| Candidats        | Candidats       | Étiquette                  | Voix         | %            | Voix      | %         |  |
| ---------------- | --------------- | -------------------------- | ------------ | ------------ | --------- | --------- |  |
|                  | Louis Chenais * | Opposition gouvernementale |              |              |           |           |  |
|                  |                 |                            |              |              |           |           |  |
| Inscrits         |                 |                            |              |              |           |           |  |
| Votants          |                 |                            |              |              |           |           |  |
| Exprimés         |                 |                            |              |              |           |           |  |
| Blancs et perdus |                 |                            |              |              |           |           |  |

*sortant

### Mayenne extra-muros
| Candidats        | Candidats                  | Étiquette                  | Premier tour | Premier tour | Deuxième tour | Deuxième tour | Ballotage | Ballotage |
| Candidats        | Candidats                  | Étiquette                  | Voix         | %            | Voix          | %             | Voix      | %         |
| ---------------- | -------------------------- | -------------------------- | ------------ | ------------ | ------------- | ------------- | --------- | --------- |
|                  | Jean-Baptiste Letourneux * | Opposition gouvernementale | 206          |              |               |               |           |           |
|                  | ?                          | Majorité gouvernementale   |              |              |               |               |           |           |
|                  |                            |                            |              |              |               |               |           |           |
| Inscrits         |                            |                            |              |              |               |               |           |           |
| Votants          | Votants                    | Votants                    | 310          |              |               |               |           |           |
| Exprimés         |                            |                            |              |              |               |               |           |           |
| Blancs et perdus |                            |                            |              |              |               |               |           |           |

*sortant

### Château-Gontier
| Candidats        | Candidats                   | Étiquette                | Premier tour | Premier tour | Ballotage | Ballotage |  |
| Candidats        | Candidats                   | Étiquette                | Voix         | %            | Voix      | %         |  |
| ---------------- | --------------------------- | ------------------------ | ------------ | ------------ | --------- | --------- |  |
|                  | Constant Paillard-Ducléré * | Majorité gouvernementale | 209          |              |           |           |  |
|                  |                             |                          |              |              |           |           |  |
| Inscrits         |                             |                          |              |              |           |           |  |
| Votants          | Votants                     | Votants                  | 301          |              |           |           |  |
| Exprimés         |                             |                          |              |              |           |           |  |
| Blancs et perdus |                             |                          |              |              |           |           |  |

*sortant
| Candidats        | Candidats                  | Étiquette                | Premier tour | Premier tour | Ballotage | Ballotage |  |
| Candidats        | Candidats                  | Étiquette                | Voix         | %            | Voix      | %         |  |
| ---------------- | -------------------------- | ------------------------ | ------------ | ------------ | --------- | --------- |  |
|                  | Ambroise Poupard-Duplessis | Majorité gouvernementale | 198          |              |           |           |  |
|                  |                            |                          |              |              |           |           |  |
| Inscrits         |                            |                          |              |              |           |           |  |
| Votants          | Votants                    | Votants                  | 372          |              |           |           |  |
| Exprimés         |                            |                          |              |              |           |           |  |
| Blancs et perdus |                            |                          |              |              |           |           |  |

*sortant
Ambroise Poupard-Duplessis est élu, le 8 juin 1839 en remplacement de Paillard-Ducléré, décédé.

## Sources
- Adolphe Robert et Gaston Cougny, Dictionnaire des parlementaires français, Edgar Bourloton, 1889-1891